# La fierecilla domada (película)
La fierecilla domada (denominada La mégère apprivoisée en Francia) es una coproducción hispano-francesa de comedia estrenada en España el 23 de enero de 1956, dirigida por Antonio Román y protagonizada en los papeles principales por Carmen Sevilla y Alberto Closas.
La película está basada en la comedia homónima de William Shakespeare.
Por sus papeles en esta película, Carmen Sevilla y Alberto Closas fueron galardonados en abril de 1956 con el premio del Círculo de Escritores Cinematográficos a la mejor actriz principal y mejor actor principal.
En ese mismo año Carmen Sevilla también fue premiada por como mejor actriz por el Sindicato Nacional del Espectáculo.

## Argumento
Catalina de Martos, hija del más acaudalado mercader de Gandía, es famosa por su belleza y por lo indómito de su carácter. Catalina está prometida a don Mario de Acevedo, un fatuo al que la moza da pronto el pasaporte, suerte que han corrido todos los anteriores pretendientes. Pero surge, don Beltrán, capaz de domesticar todas las fierezas de Catalina. Tras hacerla su esposa, la somete a una concienzuda doma que si no da del todo el resultado apetecido, si consigue que la fiera que la dama lleva dentro adquiera la categoría de gato.

## Reparto
- Carmen Sevilla como Catalina de Martos y Ribera.
- Alberto Closas como Don Beltrán de Lara.
- Claudine Dupuis como Blanca.
- Raymond Cordy como Bautista de Martos.
- Manolo Gómez Bur como Don Mario de Acevedo.
- Jacques Dynam como	Florindo.
- Luis Sánchez Polack como Octavio, pretendiente de Blanca.
- Joaquín Portillo como Marco, pretendiente de Blanca.
- Carlos Mendy como	Jerónimo, pretendiente de Blanca.
- Raoul Billerey como Truhan.
- Manuel Guitián como escribano.
- Gianni Musy como Lisardo de Ayala.
- Pedro Valdivieso como alfarero.
- Manuel Requena como arcipreste de Gandía.
- Felisa Condado como Rosa.
- Josefina Serratosa como mesonera.
- Concha Velasco como fregona.

## Premios
XI edición de las Medallas del Círculo de Escritores Cinematográficos
| Categoría              | Candidato            | Resultado |
| ---------------------- | -------------------- | --------- |
| Mejor actor principal  | Alberto Closas       | Ganador   |
| Mejor actriz principal | Carmen Sevilla       | Ganadora  |
| Mejor color            | La fierecilla domada | Ganadora  |